# Rotarides Mihály
Rotarides Mihály (Otrokocs, 1715. – Wittenberg, 1747. április 15.) evangélikus pap, irodalomtörténész.

## Élete
Hat évig a soproni evangélikus líceumban tanult, 1738-ban beiratkozott a wittenbergi egyetemre. Itt elhatározta, hogy Czvittinger Dávid munkáját folytatva megírja a magyar irodalom történetét. Adatgyűjtés céljából végiglátogatta egy sor németországi város könyvtárát, közben sokat nélkülözött, adományokért könyörgött, néha csak alamizsnákból élt. 1742-ben hazatért, hogy munkájához itteni adatokat is gyűjtsön. Ajánlólevelei segítségével bebarangolta a Felvidéket, egyházközségek és főnemesek könyvgyűjteményeit vizsgálta át. 1744 februárjában vissza akart térni Németországba, de mivel királyi rendelet tiltotta irományok külföldre vitelét, a határon feltartóztatták, bezárták és mindenét elvették. Nagy nehezen kiszabadult ugyan, de kéziratait csak Lengyelországból és Németországból folytatott harcok után, ottani pártfogói és a wittenbergi egyetem segítségével sikerült visszakapnia. Ekkor már beteg volt, többé már nem is tért haza. Adósságai miatt eladta könyveit, elzálogosította kéziratait. Fiatalon tüdőbajban halt meg Wittenbergben. Munkájának kézirata a wittenbergi magyar könyvtárba került; ezt valószínűleg fölhasználta Wallaszky Pál Conspectus… című munkájához.

## Művei
„Az életét tudós bolyongásban töltött Rotarides Mihály” a magyar iskola, tudomány és irodalom történetét készült megírni, »nem tűrhetvén a külföldnek hol tudatlanságból, hol rosszakaratból származó helytelen ítéleteit felőlünk«. (Az irodalom ebben a korban még nemcsak a szépirodalmat, hanem általában a tudományt jelentette.) A nagy munkának nyomtatásban csak a bevezetését (Prolegomena…) tudta közreadni: 
- Historiae hungaricae literariae antiqui medii atque recentioris aevi lineamenta. Quorum prolegomena generalem in universam historiam Hungariae literarium introductionem continentia prodeunt studio ac sumtu H. M. hungari. (Altonaviae et Servestae, 1745).

Terjedelemes könyvének első fejezeteiben általános irodalmi kérdésekkel, további fejezeteiben a tudományos élet megnyilvánulásaival foglalkozott. A középkorból csak kevés írót és könyvet ismerhetett, de a 16. század protestáns korszakától kezdve számos magyar és latin szerzőt sorolt fel. Számára azonban láthatóan fontosabb volt az irodalmi jelenségekhez fűzhető filozofálás, forrásaink ismertetése és bírálata. Általánosságban mozgó fejtegetései, zsúfolt mondatai, gondolatainak gyakori ismétlése a rendszertelenség benyomását keltik. Munkáját H. M. betűkkel írta alá, ezért nevét Hazafi Mihályként vagy Hazay Mihályként is ismerték.
- További kézirati munkái: 
  - a Pozsonyi Evangélikus Líceum könyvtárában: Micae micarum Burianarum (kivonat Burius művéből, készítette Pozsonyban, 1742-ben); Supplementum Czvittingerianum (ez Czvittinger Dávid irodalomtörténeti művét újabb adatokkal egészíti ki).
  - a nyitrai egyházmegyei könyvtárban: Auctorum et Scriptorum Hungariae praecipuorum Catalogus alphabeticus
- említik még kézirati munkáját: Chronologia rerum Hungariae praecipuarum usque ad annum 1750 ante Christum natum és Diarium germanico-hungaricum an. 1742. et 1743.